# Fulvisporium restifaciens
Fulvisporium restifaciens — вид грибів, що належить до монотипового роду Fulvisporium.

## Поширення
Знайдений в Новому Південному Уельсі (Австралія) на Stipa aristiglumis.